# Goran Popov
Pour les articles homonymes, voir Popov.
Goran Popov est un footballeur macédonien né le 2 octobre 1984 à Strumica.

## Biographie
Il est titulaire d'un passeport bulgare.
Fin août 2012, il est prêté par son club le Dynamo Kiev à West Bromwich Albion.
Le 8 juillet 2013 il rejoint le WBA pour une saison additionelle. 

## Palmarès
- SC Heerenveen
  - Vainqueur de la Coupe des Pays-Bas en 2009.
- Dynamo Kiev
  - Vainqueur de la Supercoupe d'Ukraine en 2011.
- Vardar Skopje
  - Champion du Championnat de Macédoine en 2016 et 2017.